# Christian Friedrich Lessing
Christian Friedrich Lessing, (Groß-Wartenberg, 10 augustus 1809 - Krasnojarsk, 13 maart 1862) was een Duitse arts en botanicus.

## Familie
Christian Friedrich Lessing was de zoon van de justitieambtenaar Carl Friedrich Lessing (1778-1848) uit Breslau, vanaf 1809 kanselier van de rechtbank van de Freie Standesherrschaft Groß Wartenberg. Zijn moeder Clementine Schwarz (1783-1821) was de dochter van de regeringskanselier van de edelman Hatzfeldt in Trachenberg. Lessing was een achterneef van de beroemde dichter Gotthold Ephraim Lessing (1729-1781). Een van zijn broers was de schilder Carl Friedrich Lessing (1808-1880).

## Werk
In zijn in 1832 gepubliceerde werk Synopsis generum Compositarum… hield hij zich bezig met de plantenfamilie der composieten (Asteraceae, vroeger Compositae genoemd). Het plantengeslacht Lessingia uit deze familie werd naar hem benoemd.
Hij maakte expedities mee door Lapland en Siberië.

## Privéleven en overlijden
In 1862 overleed hij op 52-jarige leeftijd als stadsarts in Krasnojarsk.
- Author citation (botany): Less.
- Gemeinsame Normdatei: 117669954
- International Standard Name Identifier: 0000 0000 2014 5478
- Library of Congress Control Number: no2023027907
- Museum of New Zealand Te Papa Tongarewa: 50999
- Virtual International Authority File: 12646333